# Puente de las Cabras
El puente de las Cabras és un pont medieval romànic situat a la localitat soriana de Fuentepinilla (Espanya), que creua el riu Fuentepinilla. Es troba a uns 100 metres de la localitat, al costat de la carretera SO-110, en direcció a Fuentelárbol i Abejar.
Es tracta d'un pont de carreu d'un sol arc, amb alt peralt central i muralletes rectes de maçoneria. Està reforçat amb contraforts triangulars a banda i banda del pont. Es va construir sobre un anterior d'origen romà.